# 바이라 비케프레이베르가
바이라 비케프레이베르가(라트비아어: Vaira Vīķe-Freiberga [ˈvaira ˈviːce ˈfreiberga], 1937년 12월 1일~)는 제6대 라트비아의 대통령이자 심리학자이며, 라트비아 최초의 여성 대통령이었다.

## 일생
바이라 비케프레이베르가는 1937년 12월 1일 라트비아의 수도인 리가에서 태어났다. 그녀의 아버지는 그녀가 1살 때 사망하였다. 가족들은 독일로 이주하였고, 초등학교는 독일 뤼베크에 위치한 라트비아인 난민 캠프 학교와 모로코 카사블랑카의 프랑스어 학교에서 시험을 치렀다. 1953년에 가족들은 캐나다에 이주해 은행에서 비서로서 일했다. 캐나다 토론토 대학교 빅토리아 칼리지에서 심리학 학사와 석사 학위를 받았다. 후에 맥길 대학교에서 실험 심리학 박사 학위를 받았다. 1957년 라트비아로 돌아와서 청년 교육가, 민속 전문가로서 일했다.
1965년부터 1998년까지, 몬트리올 대학교의 심리학 교수로서 일했다. 그녀는 정신 약리학, 심리 언어학, 과학 이론 등의 수업을 담당해, 기억 과정과 언어, 인지 과정에서 약물이 얼마나 큰 영향을 끼치는지에 대한 실험을 했다. 또한 기호론, 시학, 구비 문학(라트비아 민요)의 구조 분석에 대한 연구를 다루었다.
국내외의 과학계에서 활발하게 활동하였고, 캐나다 심리학회의 회장이 되었으며, NATO의 「휴먼·팩터」프로그램의 캐나다 대표, 의장으로서 일했다. 1989년, 브라질 의회 개헌 위원회의 캐나다 대표 고문으로서 추대되었다.
1998년 6월 바이라 비케프레이베르가는 몬트리올 대학교의 명예교수로 선출되었고, 다시 라트비아로 귀국했다. 이후 비케프레이베르가는 같은해 10월 새로 설립된 라트비아 연구소의 소장으로 임명되었다.

## 라트바아의 대통령
1999년 바이라 비케프레이베르가는 라트비아의 제6대 대통령으로 당선되었다. 비케프레이베르가는 1차 투표 당시까지는 대통령 후보가 아니었으나, 사에이마(라트비아어: Saeima)에 의해 후보로 출마하게 되었고, 6월 20일 당선되며 7월 8일에 대통령으로 취임하였다. 이후 2003년에도 재선에 성공하며 8년간 대통령직을 역임했다.